# Tim Ohlbrecht
Tim Ohlbrecht (Wuppertal, 30 agosto 1988) è un ex cestista tedesco.

## Carriera
Con la Germania ha disputato i Giochi olimpici di Pechino 2008, i Campionati mondiali del 2010 e due edizioni dei Campionati europei (2009, 2011).

## Palmarès

### Squadra
- Campionato tedesco: 1

Brose Bamberg: 2006-07
- 2 volte campione NBA D-League (2013, 2014)
- Supercoppa tedesca: 1

Brose Bamberg: 2007

### Individuale
- All-NBDL Second Team: 1

2013